# パーフェクション (曲)
「パーフェクション」(Perfection)は、ダニー・ミノーグの楽曲。

## 概要
ソウル・シーカーズが手がけた楽曲「ターン・ミー・アップサイド・ダウン」に新たに詞を付けた楽曲となっている。「ターン・ミー・アップサイド・ダウン」にはヴィッキー・スー・ロビンソンの楽曲「ターン・ザ・ビート・アラウンド」がサンプリングされている。
2005年10月17日にシングルとしてリリースされたのちにベスト・アルバム『ザ・ヒッツ・アンド・ビヨンド』および5枚目のスタジオ・アルバム『クラブ・ディスコ』にも収録された。

## トラックリスト
UK盤 CD1
1. Perfection (Radio Edit) - 3:31
2. Perfection (Extended Mix) - 6:26
3. Perfection (Dancing DJs Remix) - 6:10
4. Soul Seekerz Original Instrumental (Turn Me Upside Down) - 6:29
5. Perfection (Seamus Haji & Paul Emmanuel Remix) - 8:00
6. Perfection (Koishii & Hush Remix) - 7:54

UK盤 CD2
1. Perfection (Radio Edit) - 3:31
2. I've Been Waiting For You - 4:34

## チャート
| チャート (2005年)                             | 最高位 |
| --------------------------------------------- | ------ |
| オーストラリア (ARIA)                         | 13     |
| フィンランド (スオメン・ヴィラリネン・リスタ) | 7      |
| アイルランド (IRMA)                           | 38     |
| オランダ (Dutch Top 40)                       | 16     |
| スコットランド (Official Charts Company)      | 13     |
| UK シングルス (OCC)                           | 11     |
| UK ダンス (OCC)                               | 5      |